# 新旭町
新旭町（しんあさひちょう）は、滋賀県西部に存在した高島郡の町。
現在は合併により高島市となっており、町名は高島市新旭町○○として残っている。

## 歴史
近江源氏である佐々木信綱の子佐々木高信が、父から高島郡の所領を分与され高島高信を名乗った。高信は安曇川北部に広がる饗庭野丘陵の末端に清水山城を築き、高島郡の要とした。のちに高島氏は数流に分かれたが、清水山城の高島氏を惣領として仰ぎ、信長の高島郡進攻があった戦国時代末期まで栄えた。安土桃山時代は郡の中心が郡最南部の大溝城になり、織田一族等が城主をつとめた。

### 沿革
- 1955年（昭和30年）1月1日 - 新儀村・饗庭村が合併して発足。
- 2005年（平成17年）1月1日 - マキノ町・今津町・朽木村・安曇川町・高島町と合併して高島市が発足。同日新旭町廃止。

## 行政

### 行政機関
現在町役場は高島市役所となっている。

### 歴代町長
| 歴代 | 氏名       | 就任年月日      | 備考             |
| ---- | ---------- | --------------- | ---------------- |
| 初代 | 饗庭昌威   | 昭和30年2月10日 | 饗庭村長から転身 |
| 2代  | 清水吉一   | 昭和38年2月8日  |                  |
| 3代  | 桒原隆次   | 昭和46年2月8日  |                  |
| 4代  | 岡田巌     | 昭和54年2月8日  |                  |
| 5代  | 馬場佐武郎 | 平成3年2月8日   |                  |
| 6代  | 海東英和   | 平成11年2月8日  |                  |

## 概要

### 教育
現在はすべて高島市立となっている。
- 小学校
  - 新旭町立新旭北小学校
  - 新旭町立新旭南小学校
- 中学校
  - 新旭町立湖西中学校
- 養護学校
  - 滋賀県立新旭養護学校

## 交通

### 鉄道
- JR西日本湖西線：新旭駅

### 道路
- 町内を走る一般国道：国道161号
- 町内を走る県道
  - 滋賀県道38号太田安井川線
  - 滋賀県道293号中野新旭線
  - 滋賀県道301号藁園熊野本線
  - 滋賀県道558号新旭高島線（現在は改称され滋賀県道558号高島大津線となっている）

## 出身有名人
- 浅見絅斎 - 江戸時代の思想家
- 藤本太郎兵衛 - 江戸時代の事業家、親子三代をかけて琵琶湖の治水工事を行う、新旭町深溝出身
- 上原立斎 - 江戸時代後期（幕末）儒学者、新旭町北畑（新儀村）出身
- 上原しん - 江戸時代後期（幕末）儒学者、小浜藩士の梅田雲浜夫人（先妻）、新旭町北畑（新儀村）出身
- 木村理助 - 江戸末期の商人。盛岡井筒屋支配人。古河市兵衛の伯父。新旭町五十川出身
- 清水安三 - 桜美林大学創設者
- 宮前鳳州 - 宗教家。元駒澤大学理事長。新旭町饗庭出身
- 饗庭昌威 - 郷土史家、宗教家
- 饗庭孝男 - 同町で先祖代々が過ごした歴史を、随筆『故郷の廃家』に著した
- 中村美重 - 教育者。第18回東レ理科教育賞受賞。新旭町饗庭出身
- 丸谷明夫 - 教育者、吹奏楽指揮者、新旭町出身
- 永田和宏 - 歌人、細胞生物学者、新旭町出身
- 藤田安一 - 鳥取大学名誉教授、新旭町出身
- 海東英和 - 高島市長、内閣府公益認定等委員会委員
- 北出幸夫 - 岐阜大学工学部教授
- 和田佳之 - 滋賀大学経済学部准教授
- 高井研 - 微生物地球学者
- 桂紅雀 - 落語家、桂米朝一門
- 上原結子 - 画家、イラストレーター
- 瀧中瞭太 - 野球選手（投手）
- 吉本ひかる - 女子プロゴルファー
- 木村朱里 - 女流棋士

## その他
- 福井県遠敷郡上中町とは、平成の大合併の際、滋賀県高島郡6町村との合併（越境合併）を検討していたことがあった。